# Сосновий Бор (Кезький район)
Сосно́вий Бор (рос. Сосновый Бор) — присілок в Кезькому районі Удмуртії, Росія.
Населення — 139 осіб (2010; 126 в 2002).
Національний склад станом на 2002 рік:
- удмурти — 82 %

Урбаноніми:
- вулиці — Аленська, Центральна